# Кат Иль-хан Багадур-шад
Кат Иль-хан Багадур-шад (кит. упр. 頡利可汗, пиньинь xielikehan, устар. Хйели-хан Дуби; личное имя кит. упр. 阿史那咄苾, пиньинь ashina duobi — Ашина Доби) — каган Восточно-тюркского каганата с 620 по 630 год.

## Правление

### Раннее правление
Вступив на престол, первым делом перенёс ставку орды на север в предгорья Хангая. В Китае Се Цзюй поднял восстание против Тан в Пинляне и ждал помощи от кагана. Чжан Чансунь правитель Вуюаня также предался тюркам с пятью городами. Ли Юань отправил Юйвэнь Ханя для подкупа кагана, чтобы тот не стал вмешиваться в китайские дела. Юэшэ Шэ, сын Чуло-хана, с 10 000 тюрок вступил в Ордос и окружил Линчжоу.
Каган женился на Ичжэн (он был её четвёртым мужем), а сына Шибир-хан Тюрк-шада Шибоби сделал Толис-ханом, то есть ханом востока каганата. Под влиянием жены и её родственников, каган склонился к идее войны с Тан, под предлогом восстановления суйской империи. Действительно, силы восточного каганата были весьма внушительны, хотя тюркская конница была бесполезна при штурме городов. Несмотря на дань-подарки, выплачиваемую Ли Юанем, каган решил нарушить мир и напасть на Тан.

### Война 621—624 года
Летом 621 года 10 000 тюрок во главе с каганом напали на Яньмэнь. Нападение было отбито губернатором князем Даэнем. Ли Юань решил договориться с каганом и отправил ему послов, но каган арестовал их, в ответ император арестовал тюркских послов Жехая н Ашидэ-тегина. Каган атаковал Дайчжоу (в Шаньси), полевые войска Тан во главе с Сяо Цзи были разбиты, Хэдун разграблен, тюрки вышли к Яньчжоу. Танские войска пытались выбить тюрок, но были либо уничтожены, либо вынуждены отступить. В начале 622 каган решил вернуться в степь.
Император отпустил тюркских послов за выкуп и решил начать переговоры о мире, но советник Даэнь сообщил, что у тюрок падёж скота и можно отбить захваченные земли. Даэнь вместе с генералом Дуцзи Шэнем отправился на север. Шэн решил, что тюрки слишком сильны и приказал своим войскам оставаться в Синьчене. Даэнь был атакован тюркским войском и разгромлен. Даэнь был убит, а его армия уничтожена. Тюрки решили наступать всеми силами: каган атаковал Синчжоу, Лю Хэйда атаковал Динчжоу. Каган был разбит Ли Гаоцинем, отступил, и собрав 150 000 конницы, атаковал Яньмэнь, Бинчжоу, Фэньчжоу и Лучжоу. 5000 человек тюрки угнали в плен. Каган отправил несколько тысяч воинов для набега на Юаньчжоу и Линчжоу. Танцы стали собирать силы для контратаки, во главе армии встал Ли Цзяньчэн.
Танские войска стали окружать тюрок, которые беспечно разделились на небольшие отряды. Шэнь Фу убил 500 у реки Фэньшуй и добыл 2 000 лошадей. Сяо И пленил 5 000 тюрок. Тюрки взяли крепость Дачжэньгунь и разграбили её. Юйвэнь Синь и Ян Шидао отбили у них большую часть добычи. Узнав о приближении крупных танских сил, каган решил отступить в степь.
В 623 война на северной границе продолжалась с переменным успехом. Ли Цзяньчэн снова был отправлен на северную границу, но тюркские набеги только усилились. В 624 тюрки совершили несколько безрезультатных набегов и собрав крупные силы, осадили Бинчжоу. Китайские армии Ли Шиминя и Юань Цзи блокировали тюрок. Каган собрал войска у Юаньчжоу для решающей битвы, китайцы расположились в Бинчжоу. Неожиданно Каган и Толис-хан повели вперёд два крыла по 10 000 в каждом, вперёд выехали отборные воины для того чтобы завязать бой. Китайские войска дрогнули и Ли Шиминь решил начать переговоры с каганом, но Багадур-шад не отвечал ему, только засмеялся. Тогда Ли Шиминь предложил Толис-хану решить дело в сшибке 100 воинов, чтобы избежать лишних жертв. Ответа не последовало и китайцы отступили за реку. Между тем каган, видя, что Цинь Ван пытался вступить в переговоры с Толис-ханом, засомневался в преданности Толис-хана. Каган отправил посла к Ли Юаню, чтобы договориться о мире и торговле. Пошли дожди и у тюрок стали размокать композитные луки, ослабли тетивы. Император согласился на мир и Багадур-шад спешно увёл войска.

### Перемирие 624—625
Ли Юань понимал, что новая война с тюрками — вопрос времени. Началась модернизация армии, были созданы 8 конных армий базировавшихся в столице. Также следовало укрепить северную границу. Юй Юнь предложил завести на Хуанхэ речной флот, чтобы тюрки не могли переправиться. Император согласился и также приказал начать работы по восстановлению оборонительных рвов на северной границе. Тюрки настояли на возобновлении торговли и император согласился.

### Вторая Война 625—626
В 625 каган напал на Шаньси. Под Синьченем тюрки одержали победу. Император отправил против тюрок свои лучшие войска, одной армией командовал Ли Шиминь. Тюрки быстро продвинулись к Лучжоу и Циньчжоу. Три китайские армии были разбиты, но тюрки замешкались у Гуанву и были разбиты Дао Цзуном. Тюрки вновь собрались и стали продвигаться к Юаньчжоу, грабя и сжигаю всё, что попадалось на пути. Наступил 626 год: тюрки осадили Юаньчжоу, Линчжоу и Лянчжоу. Ли Цзин напал на них под Линчжоу и тюрки отступили, но Китай покидать не собирались. У Циньчжоу тюрки были разбиты Чай Чжао. Каган решил напасть на Угун, осадил Гаолин. Гин Дэюй напал на тюрок у Цзиняна, убил их 1 000 и пленил Сыгиня Умучо. Каган решил начать переговоры.
Тюркский посол Чжиши Сыли отправилися в Чанъань, где обнаружил, что фактически императором является Ли Шиминь. Тюрки хотели вести переговоры с позиции силы, но Ли Шиминь ответил, что уничтожит их всех. Император связал посла и вместе с Гао Шилянем, Фан Сюаньлином, Чжоу Фанем и 6 конниками отправился к реке Вэйхэ. На северном берегу реки стояла стотысячная армия тюрок. Император стал упрекать ханов нарушении клятв и многие стали кланяться ему. Вскоре из столицы вышла императорская армия, грозный вид воинов впечатлил тюрок. Китайцы переправились и выстроились для битвы. Ли Шиминь подъехал к кагану и схватил удила его лошади, сказал, что либо тюрки согласятся на мир, либо будет битва. Каган согласился на мир. На мосту Баньцяо закололи белую лошадь и заключили клятву, тюрки ушли.
Император заметил, что теперь Тан имеет время для восстановления сил, а тюрки наоборот возгордятся и ослабнут. В обмен на 3 000 лошадей и 10 000 баранов китайцы отпустили тюркских пленных.

### Позднее правление 627—630
В 627 восстали племена Сеяньто, Хуйху-уйгуров и Байегу. Толис-хан Шибоби проиграл битву, бежал и был посажен каганом под стражу. Зима была очень снежной, у тюрок начался падёж скота и они стали охотиться в китайских владениях. В 628 Толис-хан поднял своих киданей на восстание. Ли Шиминь объявил, что будет поддерживать Толис-хана. Ли Цзин атаковал ставку кагана, но тот успел уйти. Ли Цзин получил 100 000 воинов для войны с тюрками и многие племена отреклись от кагана. Толис-хан решил бежать в Китай, между тем, Дао Цзун разбил тюрок и захватил 10 000 человек и много скота. В 630 Ли Цзин догнал кагана у гор Уянлин. Старейшина Кансуми выдал китайцам императрицу Суй Сяо Хоу её племянника Ян Чжэндао — претендента на китайский престол. Каган собрал оставшиеся войска. Он просил переговоров и Ли Цзин притворно согласился и ночью напал на каганскую ставку. Каган пробовал бежать, но синцзюньфуцзыгуань Чжан Баохан поймал его. Тюрки сложили оружие.
Кагана доставили в Чанъань, где был устроен парад по случаю победы над тюрками. Ли Шиминь обвинил Кат Иль-хан Багадур-шада во многочисленных преступлениях и лишил его власти.

### После свержения 630—634
Багадур-шад поселили в Тайпу вместе с семьёй, ему выделялось содержание. Сыцзе Сыцзинь сдался с 40 000 тюрок. Из каганата в Тан переехало 80 000 китайцев — бывших приверженцев Суй. Каган по привычке жил в юрте, а не в комнате, пел грустные песни, плакал и худел. Император предлагал Багадур-шаду пост начальника области, чтобы он мог развлекаться охотой, но Багадур-шад отказался. Летом 634 он умер. Император наградил его посмертными титулами. Труп сожгли, курган насыпали на восточном берегу реки Ба.

## Участь каганата
Советники Ли Шиминя предлагали императору разные решения тюркской проблемы: от тотального геноцида до переселения их в Хэнань. Император решил расселить большую часть тюрок в северном Китае, немногих в центральном, а земли бывшего каганата разделить на провинции и назначить губернаторов.
Сто лет спустя в Онгинском памятнике Капаган кагана упоминается изгнание тюрками своего кагана, то есть Кат Иль-хана. В надписи сказано, что в результате этого тюрки стали рассеиваться, исчезать. Восстановление каганата Эльтериш каганом воспринималось как воля Неба.
Толис-хан Шибоби был оставлен править восточным аймаком.